# TISAB
La total ionic strength adjustment buffer, a cui generalmente si fa riferimento con l'acronimo TISAB, è una soluzione tampone che serve ad incrementare la forza ionica di una soluzione a livelli relativamente alti. È molto importante nelle misure mediante potenziometri, incluse quelle con elettrodi ionoselettivi, perché questi misurano l'attività dell'analita e non la sua concentrazione.

## Teoria
L'attività di una sostanza in soluzione dipende dal prodotto della sua concentrazione con il coefficiente di attività per quella soluzione. Il coefficiente di attività dipende a sua volta dalla forza ionica della soluzione nella quale sono svolte le misure potenziometriche. Questo coefficiente può essere calcolato per le soluzioni diluite usando l'equazione di Debye-Hückel; per soluzioni più concentrate vanno invece usate altre approssimazioni. 
Al variare della composizione della soluzione da analizzare la forza ionica, e quindi il coefficiente di attività, dell'analita può variare. Questo porta ad una relazione non lineare tra attività e concentrazione. Aggiungendo la TISAB alla soluzione invece si incrementa la forza ionica e la si fissa ad un livello costante, ottenendo in questo modo una correlazione lineare tra le due grandezze.